# Rândunică de pădure
Rândunica de pădure (Atronanus fuliginosus) este o specie puțin cunoscută de rândunică din familia Hirundinidae, care se găsește în Camerun, Republica Congo, Guineea Ecuatorială, Gabon și Nigeria.
Specia a fost plasată anterior în genul Petrochelidon, în cadrul cladei de rândunele „cuibărătoare în noroi”, dar penajul, morfologia și comportamentul său de cuibărit nu s-au aliniat bine cu cele ale altor linii majore de rândunele. În consecință, și, de asemenea, utilizând abordări filogenetice moleculare, De Silva și colab. (2018) au plasat această specie în arborele filogenetic al rândunicii, ferm în interiorul cladei „cuibătore în noroi”, dar în afara cladei corespunzătoare lui Petrochelidon. Acest rezultat a determinat pe De Silva și colab. (2018) să documenteze și să descrie în mod oficial o filiație distinctă, la nivel generic, de rândunică endemică în regiunea forestieră din Guineea Inferioară din Africa centrală.
De Silva și colab. (2018) au propus recunoașterea caracterului distinctiv al acestui taxon la nivel generic. Această specie a fost descrisă inițial în genul Lecythoplastes (Chapin 1925) cu Petrochelidon preussi. Dar, conform analizelor filogenetice, rândunica lui Preuss se încadrează ferm în Petrochelidon. Prin urmare De Silva et al. a ridicat un nou gen, Atronanus, cuprinzând rândunica de pădure monotipică.